# Grande Chartreuse
A Grande Chartreuse (em português:  Grande Cartuxa) nome pelo qual é conhecido  o Monastère de la Grande-Chartreuse, é o primeiro mosteiro e a casa-mãe da Ordem dos Cartuxos, criado em 1084 e situado na comuna francesa de Saint-Pierre-de-Chartreuse, junto ao monte SOM, a norte de Grenoble, na  Isère.
A implantação dos Cartuxos no Maciço da Chartreuse, nome que os monges adotaram para a sua ordem, remonta ao fim dos anos 1080. Segundo as regras cartuxas, o mosteiro não se visita, mas existe um museu de mostra determinados momentos da vida do mosteiro.

## História
Dos primeiros edifícios construídos pelo São Bruno não resta nada depois que uma avalanche destrua tudo em 1132. Os sobreviventes escolheram um local mais seguro, ainda mais profundo no vale isolado e iniciaram a construção do actual mosteiro que se iniciou rapidamente e a igreja, único edifício construído em pedra, foi consagração já a 13 de Outubro de 1133 por um antigo Cartuxo, Hugues, o segundo do nome, sucessor de Santo Hugues de Grenoble. Este mosteiro chamado de Guiges só subsistiu 150 anos destruído que foi por vários incêndios . 
Depois do incêndio de 1676, Dom Innocent Le Masson (literalmente; Dom Inocente O Pedreiro) reconstruiu o mosteiro segundo um nono esquema arquitectural e o qual ficaria como 'modelo' dos futuros mosteiros dos Cartuxos.
O mosteiro da Grande Chartreuse é classificado como Monumento histórico da França em 1920 .

### Expulsão dos monges

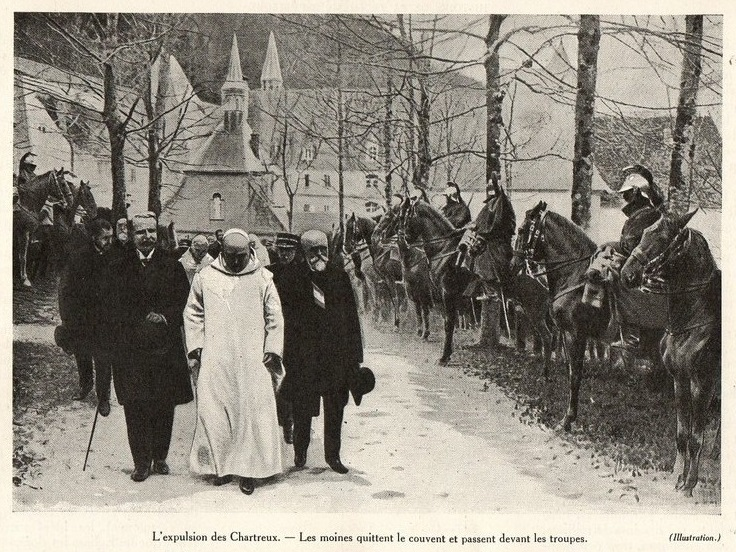
A expulsão dos Cartuxos em 1903.

A Revolução Francesa por decreto de 2 de Novembro de 1789 pôs os bens da Igreja e o das congregações à disposição da nação e o Prior Geral, Dom Nicolas-Albergati de Geoffroy, foi expulso da Grande Chartreuse a 17 de  Outubro de 1792.

### Regresso à vida monástica
Em 1940, o consul francês de Livorno aconselha o Prior Geral e aos monges de Farneta de voltarem para França pois a entrada da Itália poderia impedir a passagem na fronteira, pelo que se foram instalar na Abadia de Farneta. Depois de terem tentado entrar em contacto, sem resultado, com o governo em Bordéus para se instalarem na Grande Chartreus, ultrapassam a oposição do prefeito da Isère, mas são apoiados pelo prefeito de Saint-Pierre-de-Chartreuse, Sr. Villars, que requisita o mosteiro "para abrigar os refugiados'' . A 9 de Junho, o Ministro do Interior, Georges Mandel regulariza a situação.

## O mosteiro
Uma vez que se entra no domínio do mosteiro, à esquerda fica a capela dedicada a Notre-Dame-de-la-Salette e por detrás dela a antiga lavandaria ocupada hoje em dia pelas celas dos frades.  
No primeiro plano e à esquerda fica a cour d'honneur na qual uma construção é particularmente notável e que data do século XVI, as quatro alas maciças do edifício do Chapitre Général. As sete instalações que se seguem são ocupadas pelo pessoal administrativo. 
De todo este conjunto unicamente só o museu - com uma pequena loja de recordações, de imagens actuais ou antigas e de venda do licor - e uma outra pequena capela (Résurrection) está aberta ao público.  

## Economia
No início a comunidade vivia unicamente do que criava para se alimentar (vegetais e gado) mas a partir do século XIX para poderem fazer face às despesas de conservação, iniciam a venda de um licor cuja fabricação é um segredo não divulgado pelos monges deste mosteiro .

## Vista panorâmica

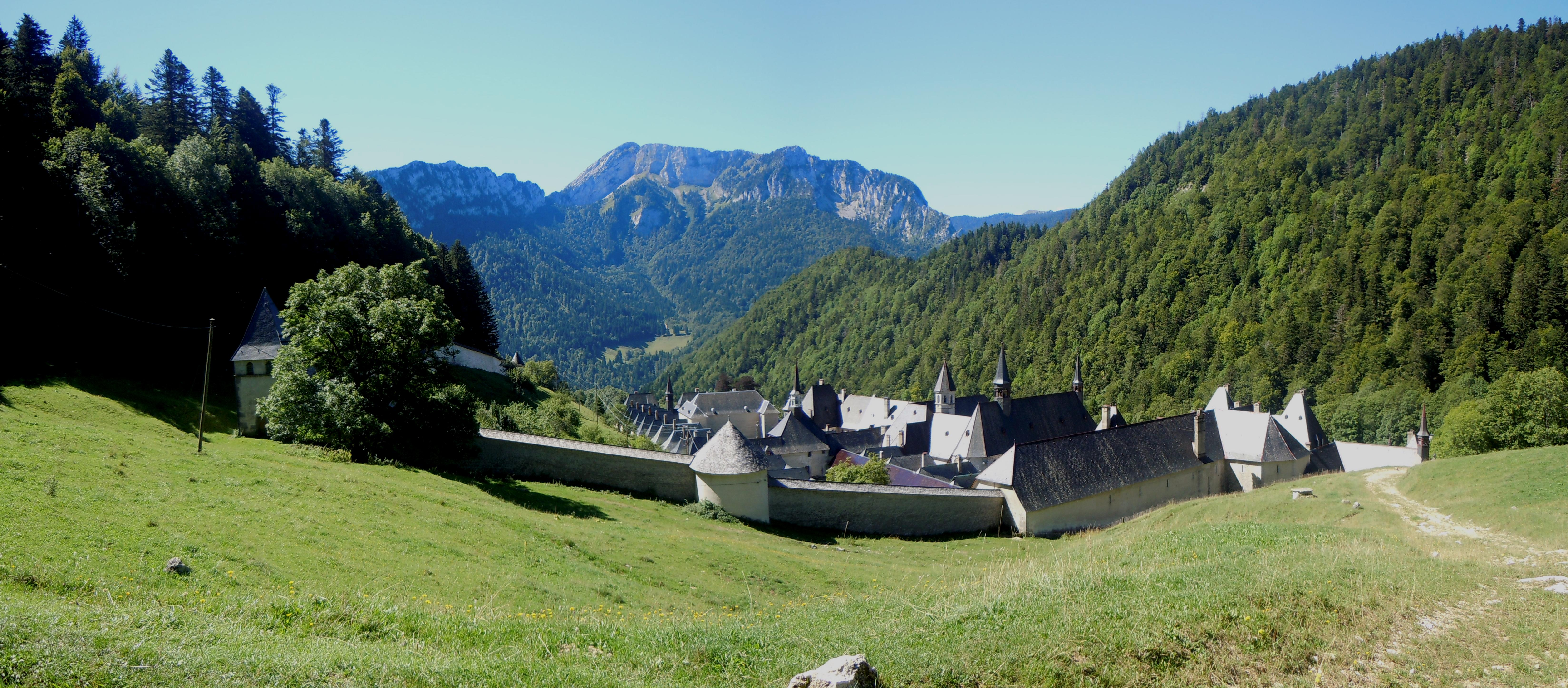
Vista panorâmica do Mosteiro da Grande Cartuxa.

## Galeria

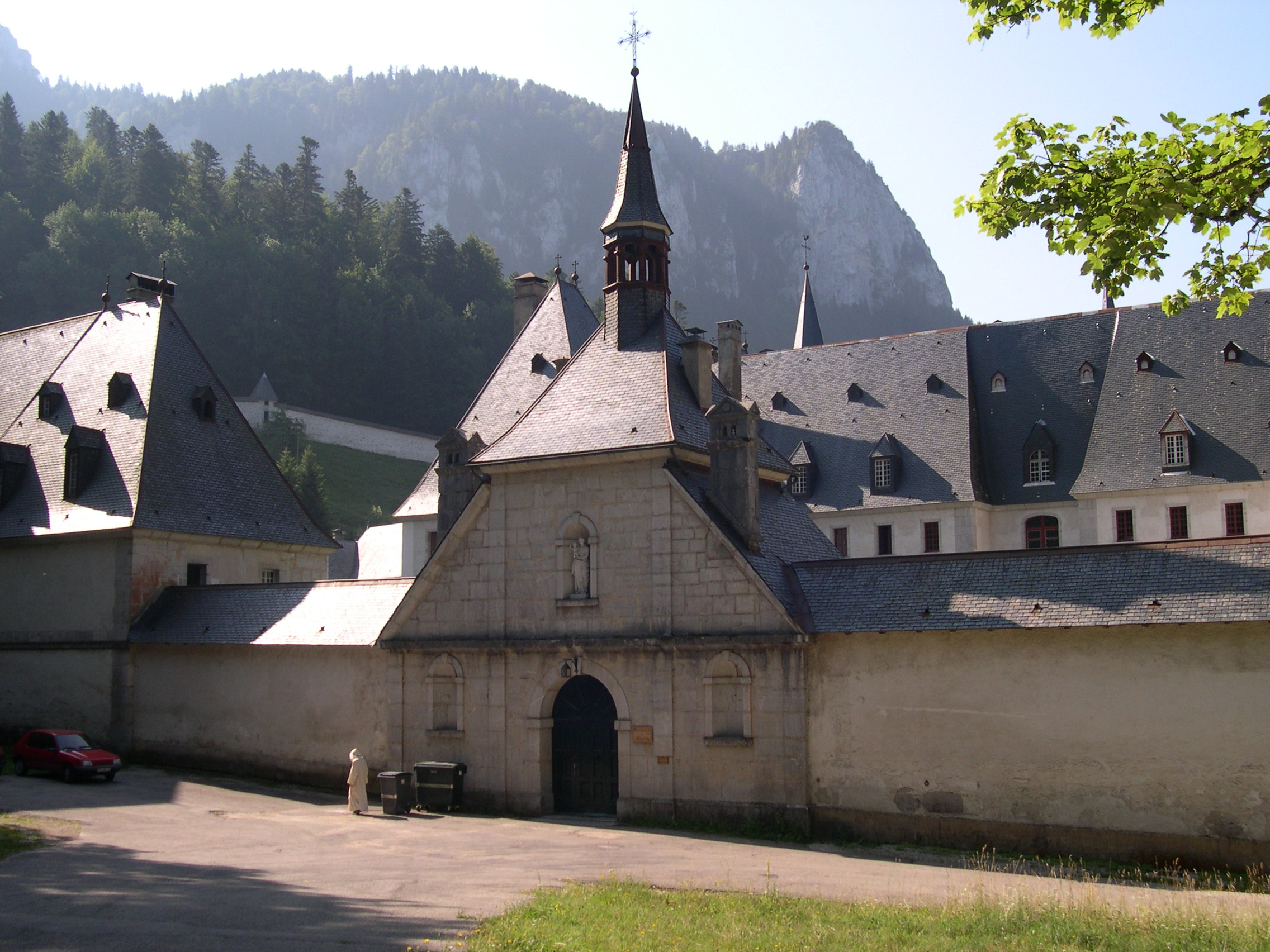
A entrada do Mosteiro
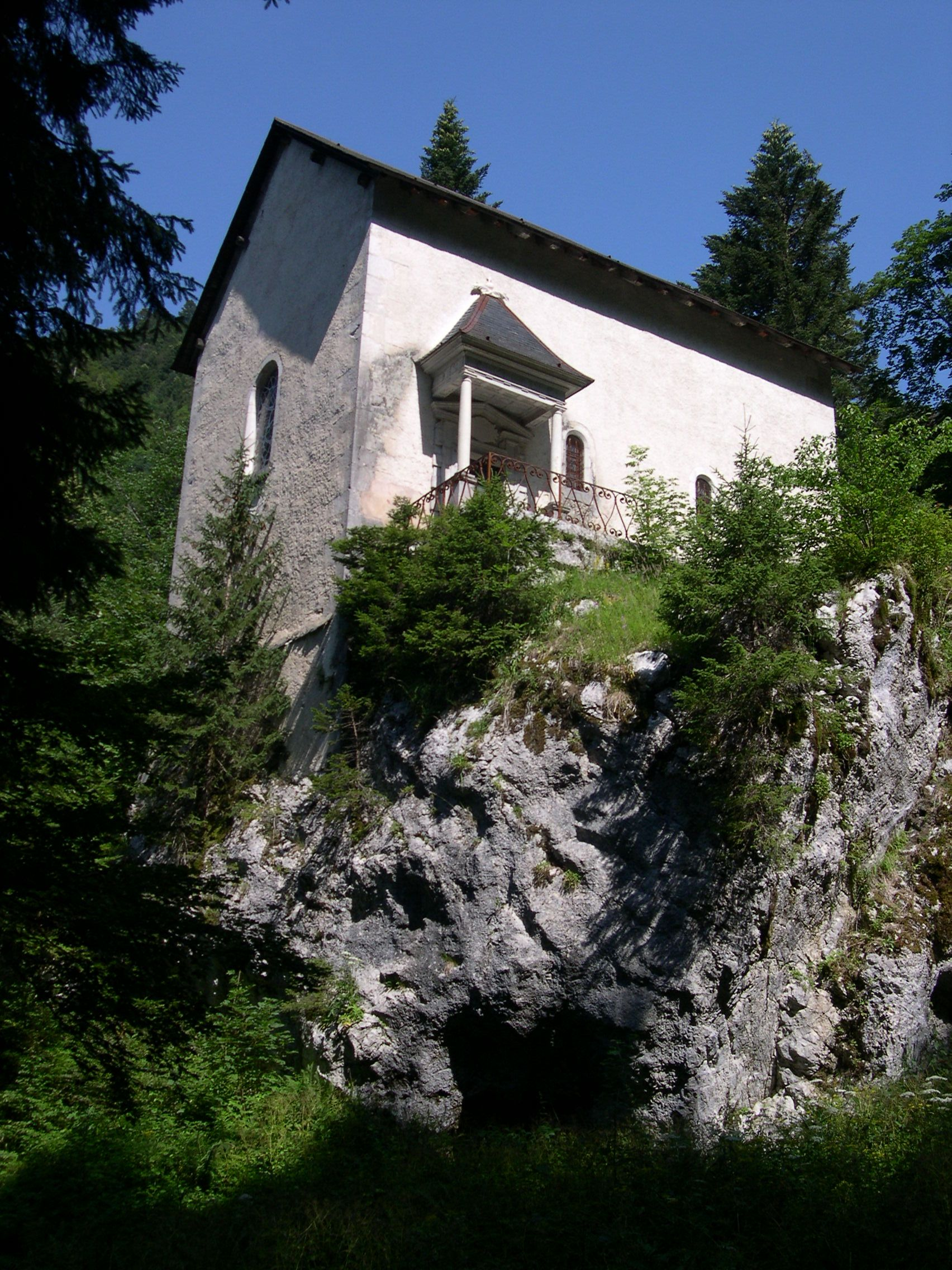
A capela de São Bruno
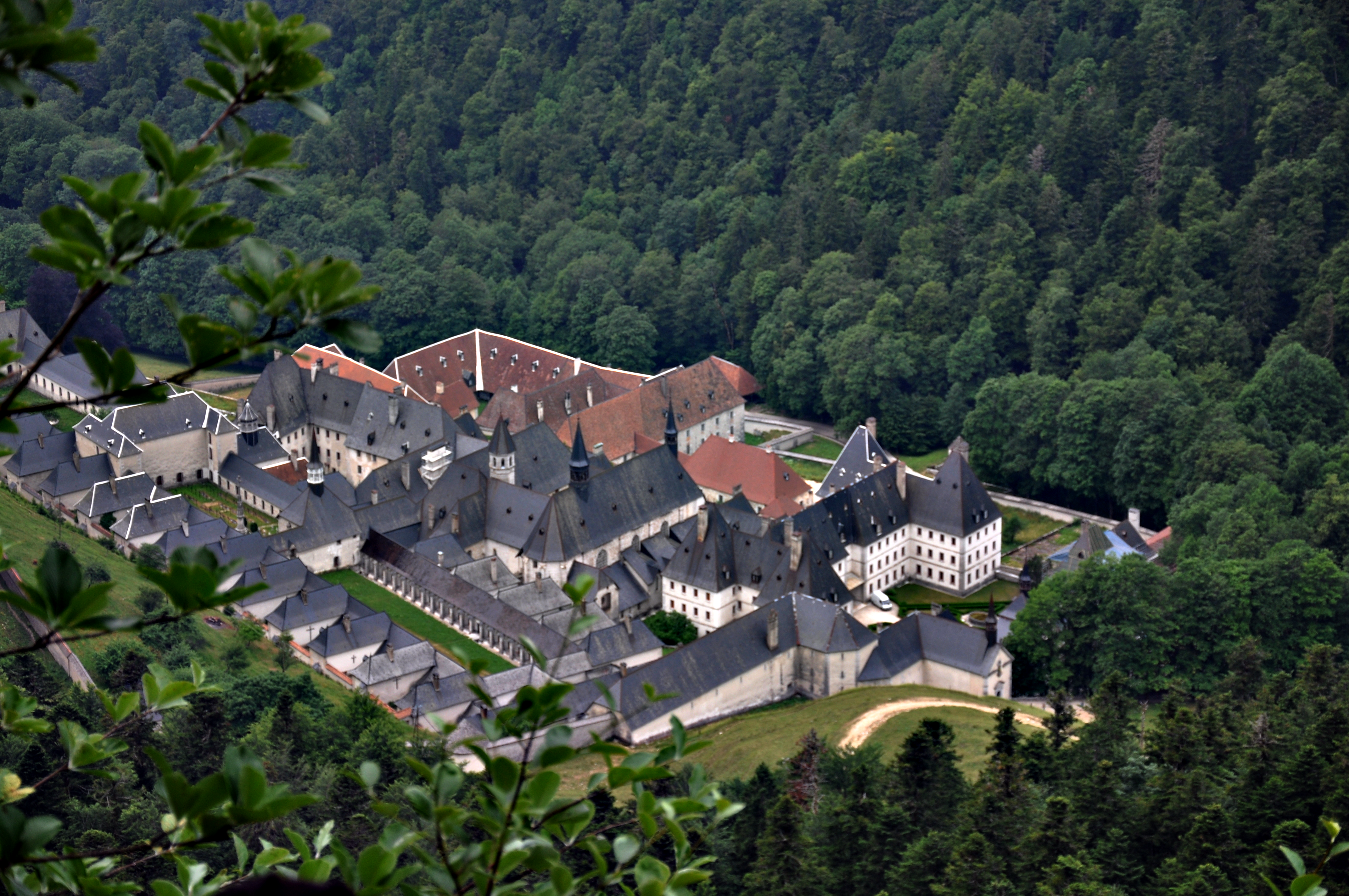
O mosteiro da Grande Cartuxa

## Lista de Abades
Este artigo lista cronologicamente os superiores gerais que são chamados ministros gerais na ordem cartuxa.
1. 1084-1090: Bruno de Colônia
2. 1090-1100: Lanuinus
3. 1100-1101: Pedro I
4. 1101-1109: João I
5. 1109-1136: Guigues I
6. 1136-1139: Hugo I.
7. 1139-1151: Anthelmus von Belley
8. 1151-1174: Basile
9. 1174-1180: Guigo II.
10. 1180-1233: Jancelin
11. 1233-1236: Martin
12. 1236-1242: Pedro II.
13. 1242–1247: Hugo II (1ª vez)
14. 1247–1249: Bernard I. de La Tour (1ª vez)
15. 1249-1253: Hugo II (2ª vez)
16. 1253–1257: Bernard I. de La Tour (2ª vez)
17. 1257-1267: Riffier
18. 1267-1272: Gérard
19. 1272-1276: Guillaume I. Fabri
20. 1276-1277: Pierre III. de Montignac
21. 1277-1313: boson
22. 1313-1329: Aymone d'Aosta
23. 1329-1330: Jacques de Vevey (1ª vez)
24. 1330-1338: Clair de Fontenay (1ª vez)
25. 1338-1341: Jacques de Vevey (2ª vez)
26. 1341-1341: Clair de Fontenay (2ª vez)
27. 1341-1346: Henri Pollet
28. 1346-1361: Jean II Birelle
29. 1361-1367: Elzéar de Grimoard
30. 1367-1402: Guillaume II De Raynal
31. 1402-1410: Boniface Ferrier
32. 1410-1420: Jean III. de Griffenberg
33. 1420-1437: Guillaume III. de Lamotte
34. 1437-1463: François I. Maresme
35. 1463-1472: Jean IV Van Rosendael
36. 1472-1481: Antoine I. Dellieux
37. 1481-1494: Antoine II du Charne
38. 1494-1503: Pierre IV, Roux
39. 1503-1521: François II du Puy
40. 1521-1535: Guillaume IV. Biebuick
41. 1535-1540: Jean V. Guilhard
42. 1540-1546: Pierre V. Marnef
43. 1546-1553: Jean VI. Volon
44. 1553-1554: Damien Longoni
45. 1554-1566: Pierre VI. Sarde
46. 1566-1586: Bernardo II Carasse
47. 1586-1588: Jérôme I. Lignano
48. 1588-1594: Jérôme II Marchant
49. 1594-1600: Jean-Michel de Vesly
50. 1600-1631: Bruno II d'Affringues
51. 1631-1643: Juste Perrot
52. 1643-1649: Léon Tixier
53. 1649-1675: Jean VII Pégon
54. 1675-1703: Le Masson inocente
55. 1703-1731: Antoine III. de Montgeffond
56. 1731-1732: Ambroise Crollet
57. 1732-1737: Étienne I. Richard
58. 1737-1758: Michel I. Bruno de Larnage
59. 1758-1778: Étienne II. Biclet
60. 1778-1791: Hilarion Robinet
61. 1791-1801: Nicolas-Albergati di Geoffroy
62. 1801-1813: Antoine IV Vallet
63. 1813-1816: Romuald Moissonnier
64. 1816: Bonaventure Eymin
65. 1816-1824: Grégoire Sorel
66. 1824-1831: Benoît Nizzati
67. 1831-1863: Jean-Baptiste Mortaize
68. 1863-1877: Charles-Marie Saisson
69. 1877-1879: Roch Boussinet
70. 1879-1892: Anselme-Marie Bruniaux
71. 1892-1905: Michel II Baglin
72. 1905-1911: René Herbault
73. 1911-1938: Jacques-Marie Mayaud
74. 1938-1967: Ferdinand Vidal
75. 1967-1997: André Poisson [5]
76. 1997-2012: Marcelino Theeuwes
77. 2012-2014: François-Marie Velut [6]
78. desde 2014: Dysmas de Lassus [7]

## Link Externo
- Listas dos superiores de todas as ordens católicas, algumas delas exatas até o dia, referentes aos mandatos constantes lista dos ministros gerais dos cartuxos